# La Chapelle-sous-Uchon
La Chapelle-sous-Uchon è un comune francese di 199 abitanti situato nel dipartimento della Saona e Loira, nella regione della Borgogna-Franca Contea.

## Società

### Evoluzione demografica
Abitanti censiti